# ♂
♂ (유니코드 U+2642)는 다음과 같은 의미를 가지고 있다.
과학
- 생물학에서 수컷을 뜻한다.
- 천문학에서 화성을 뜻한다.
- 화학 원소 철을 뜻한다.

신화
- 로마 신화의 마르스, 그리스 신화의 아레스를 뜻한다.

기타
- 남자 화장실을 나타내는 기호이다.